# Magra (ort)
Magra är en ort i Australien. Den ligger i kommunen Derwent Valley och delstaten Tasmanien, i den sydöstra delen av landet, omkring 26 kilometer nordväst om delstatshuvudstaden Hobart. Antalet invånare är 897.
Närmaste större samhälle är New Norfolk, nära Magra. 
I omgivningarna runt Magra växer i huvudsak städsegrön lövskog. Runt Magra är det ganska tätbefolkat, med 166 invånare per kvadratkilometer. Genomsnittlig årsnederbörd är 697 millimeter. Den regnigaste månaden är juli, med i genomsnitt 78 mm nederbörd, och den torraste är februari, med 41 mm nederbörd.